# خيطبية المصبات
خيطبية المصبات (الاسم العلمي: Hyphomicrobium aestuarii) هي نوع من البكتيريا يتبع جنس الخيطبية من فصيلة الخيطبيات.